# Neomusotima conspurcatalis
Neomusotima conspurcatalis is een vlinder uit de familie van de grasmotten (Crambidae). De wetenschappelijke naam van de soort is voor het eerst gepubliceerd in 1896 door William Warren.
De voorvleugellengte is ongeveer 4,5 millimeter.
De soort komt voor in India (Meghalaya en Assam), Indonesië (Java en Sumatra), Oost-Timor en Australië.